# دهه (مقیاس لگاریتمی)

سه دهه: ۱۰ ,۱ ,۰٫۱ ,۰٫۰۱.

یک دهه (انگلیسی: Decade) فاکتوری است برای نشان دادن ۱۰ تفاوت میان دو عدد (براساس تفاوت در مرتبه بزرگی) که در مقیاس لگاریتمی سنجیده می‌شود. دهه به همراه اکتاو، واحدی لگاریتمی است که باندهای بسامد یا نسبت‌های بسامد را توصیف می‌کند. واحد دهه، به‌خصوص برای سنجش و توصیف پاسخ فرکانسی سیستم‌های الکترونیکی مانند آمپلی‌فایرهای صدا و فیلتر الکترونیکی کاربرد دارد.